# Boaz Kramer
Boaz Kramer (Hebreeuws: בועז קרמר) (12 januari 1978) is een professioneel rolstoeltennisser en voormalig rolstoelbasketballer uit Israël. In 2008 bezette hij de 16e plaats op de wereldranglijst in het rolstoeltennis.
Kramer die aan zijn linkerarm en beide benen is verlamd, heeft naast zijn sportcarrière medicijnen gestudeerd aan de Universiteit van Tel Aviv – hij heeft zich als arts gekwalificeerd.
Tijdens de Paralympische Spelen van 2008 behaalde Boaz, samen met tennispartner Shraga Weinberg, de zilveren medaille in het quad-dubbelspel.